# 陈氏假拉吸虫
陈氏假拉吸虫（学名：Pseudolevinseniella cheni）为微茎科假拉属的动物。在中国大陆，分布于广州及附近珠江三角州等地，营寄生生活，宿主家鸭、夜鹭以及寄生在肠腔。